# دييغو بيزارو
دييغو بيزارو (بالإسبانية: Diego Pizarro) (14 أغسطس 1990 بليما في بيرو - ) هو لاعب كرة قدم بيروفي في مركز الهجوم. لعب مع بايرن ميونخ الثاني وسيينسيانو وكورونل بولوجنسي وسبورت بويز وColegio Nacional Iquitos ‏.

## روابط خارجية
- دييغو بيزارو على موقع إي إس بي إن إف سي (الإنجليزية)
- دييغو بيزارو على موقع قاعدة بيانات كرة القدم.إي يو (الإنجليزية)
- دييغو بيزارو على موقع Soccerway.com (الإنجليزية)
- دييغو بيزارو على موقع عالم كرة القدم.نت (الإنجليزية)
- دييغو بيزارو على موقع AS.com (الإسبانية)